# Ong Beng Teong
Ong Beng Teong (* 29. Mai 1962 in Kuala Lumpur) ist ein ehemaliger malaysischer Badmintonspieler.

## Karriere
Ong Beng Teong gewann mit Soh Goon Chup bei den Südostasienspielen 1983 Bronze im Doppel. Auch im Einzel wurde er bei dieser Veranstaltung Dritter. Ein Jahr zuvor siegte er bereits bei den Commonwealth Games im Doppel mit Razif Sidek. 1992 gewann er die Australian Open. 1982 und 1988 wurde er im Thomas Cup Vizeweltmeister mit dem malaysischen Männerteam.

## Sportliche Erfolge
| Jahr | Veranstaltung      | Disziplin    | Platz | Name                            |
| ---- | ------------------ | ------------ | ----- | ------------------------------- |
| 1982 | Thomas Cup         | Team         | 2     | Malaysia                        |
| 1982 | Commonwealth Games | Herrendoppel | 1     | Ong Beng Teong / Razif Sidek    |
| 1983 | Südostasienspiele  | Herrendoppel | 3     | Ong Beng Teong / Soh Goon Chup  |
| 1985 | Südostasienspiele  | Herreneinzel | 3     | Ong Beng Teong                  |
| 1988 | Thomas Cup         | Team         | 2     | Malaysia                        |
| 1990 | Silver Bowl        | Herrendoppel | 1     | Paul Stevenson / Ong Beng Teong |
| 1992 | Australian Open    | Mixed        | 1     | Ong Beng Teong / Wendy Shinners |
| 2008 | New Zealand Open   | Herrendoppel | 3     | Cheah Soon Kit / Ong Beng Teong |